# Trispyrazolylboráty

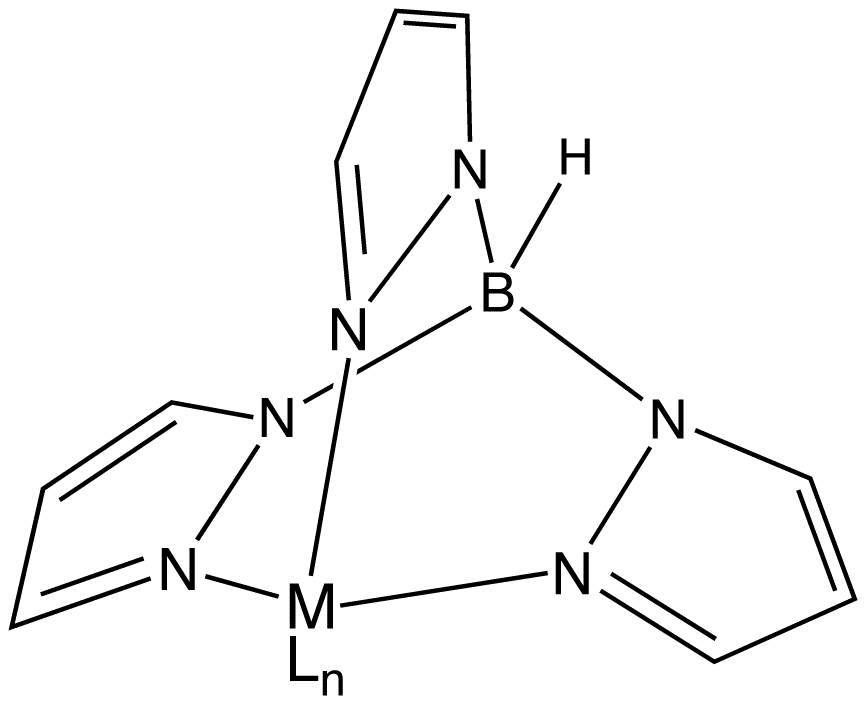
Ideální struktura Tp ligandu navázaného na kov

Trispyrazolylborát, zkráceně Tp−, je aniontový tridentátní ligand se vzorcem [HB(C3N2H3)3]−; jeho deriváty substituované na pyrazolylových kruzích se označují jako trispyrazolylboráty. Tyto ligandy patří mezi škorpionáty.

## Tp ligandy

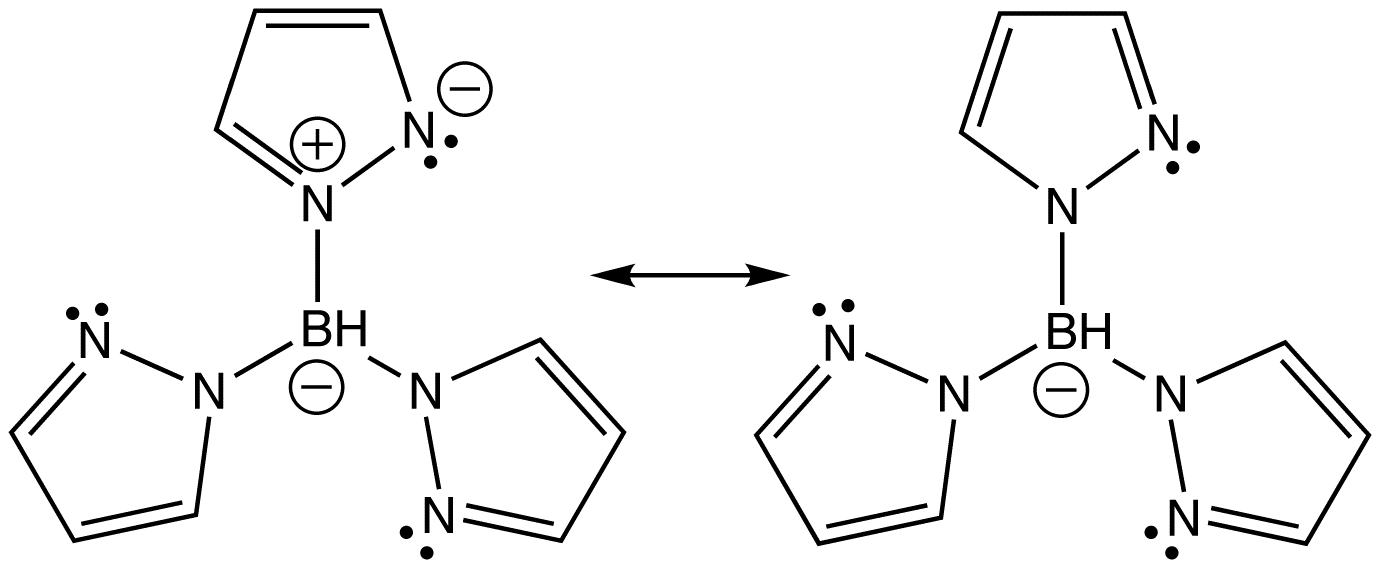
Dvě z několika rezonančních struktur trispyrazolylborátu

Atomy dusíku, které nejsou vázány na bor, jsou zásadité. Vážou se na tři místa kovových atomů takovým způsobem, že jednoduché adukty mají C3v symetrii. Faciální vazby jsou podobné jako u cyklopentadienylových ligandů, i když energie stabilizace ligandového pole je u Tp− nižší, což se projevuje tím, že Fe(Tp)2 vykazuje křížení spinů, zatímco ferrocen je nízkospinový.
Tp ligandy se většinou připravují reakcemi pyrazolů s borohydridem draselným:
KBH4 + 3 C3H3N2H → K[HB(C3N2H3)3] + 3H2
Meziprodukty přípravy jsou monopyrazolylboráty ([H3B(C3N2H3)]−) a bispyrazolylboráty ([H2B(C3N2H3)2]−). KTp (tající při 188–189 °C) je bezbarvou pevnou látkou rozpustnou v polárních rozpouštědlech.

### Substituované trispyrazolylboráty
Kondenzacemi 3-substituovaných pyrazolů s borohydridy se vytváří substituované Tp ligandy. Substituenty způsobují, že se bor posouvá ke stericky méně ovlivněnému dusíku; z 3-fenylpyrazolu se tak tvoří HB(C3N2H2Ph)3]− (zkráceně [TpPh]−), s fenylovými skupinami směrem od kovu. Obdobně 3-isopropylpyrazol dává HB(C3N2H2iPr)3]− [TpiPr]−. Z 3,5-dimethylpyrazolu vzniká [HB(C3N2HMe2)3]−, občas označovaný Tp*−.Protože se pyrazoly dají snadno připravit z 1,3-diketonů, tak se dá připravit řada různých komplexů substituovaných Tp; jsou známy i deriváty obsahující chirální a/nebo perfluorované skupiny.

## Příklady

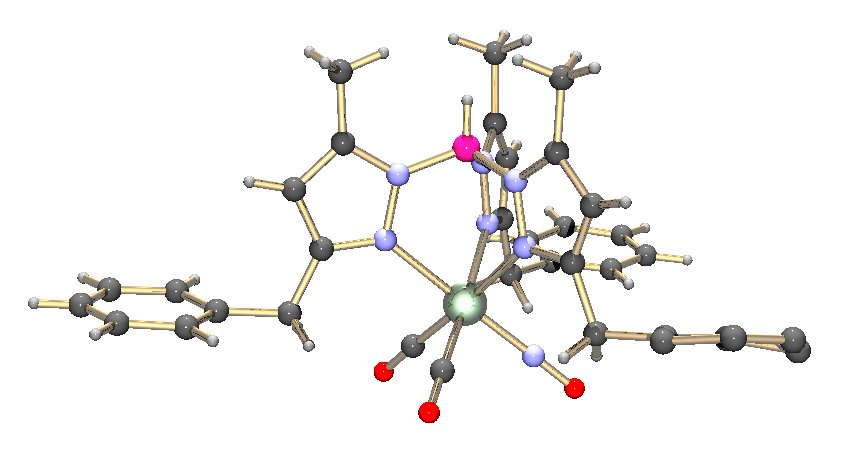
Struktura komplexu Tp^{Bn,Me}Mo(CO)_{2}NO

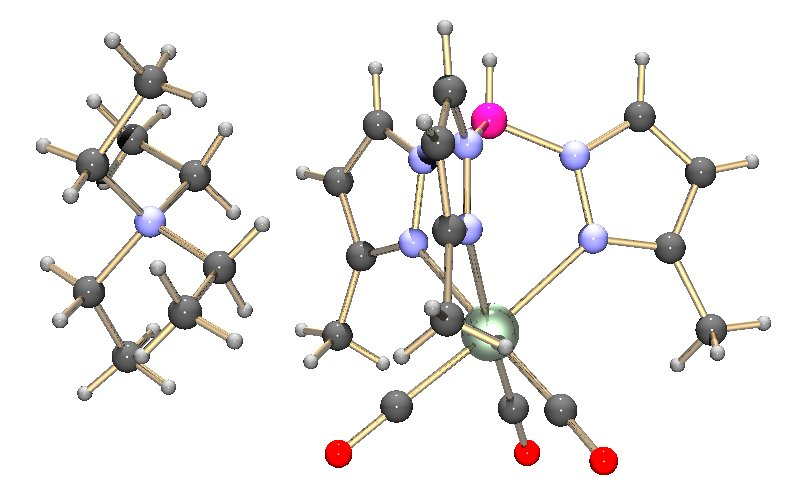
Struktura [Tp^{Me}Mo(CO)_{3}]^{−} s [NEt_{4}]^{+} jako protiiontem

Trispyrazolylboráty mohou vstupovat do reakcí podobných jako u MnBr(CO)5 a KTp:
MnBr(CO)5 + KTp → TpMn(CO)3 + KBr + 2 CO
Jsou popsány elektronově podobné sloučeniny, například trikarbonyl methylcyklopentadienylmanganu (CpMn(CO)3) a 9-an-S3 ([Mn(CO)3]+). Nestálý acetonitrilový komplex Mo(CO)3(MeCN)3 reacguje s KTp za vzniku aniontu [MoTp(CO)3]−,který lze vykrystalizovat jako tetraethylamonnou sůl:
Mo(CO)3(CH3CN)3 + KTp → K[TpMo(CO)3] + 3 CH3CN
Protonací této soli vznikne odpovídající hydridový, allylací allylový a nitrosylací nitrosylový derivát.
Indukční efekty substituentů na pyrazolylových skupinách lze popsat hodnotami νCO, která je u TpCF3CuCO 2201 cm−1 a u TpMeCuCO 2137 cm−1.
I když nemají praktický význam, tak byly trispyrazolylboráty použity v několika experimentech. V bioanorganické chemii byly s jejich využitím získány jedny z prvních krystalizovatelných dikyslíkových komplexů mědi, například sloučeniny typu Cu2(μ-η2,η2-O2). Popsány jsou modely hemerythrinu, enzymu obsahujícího diželezové aktivní místo, a xantinoxidázy, patřící mezi molybdoenzymy. V těchto modelových komplexech Tp− simuluje koordinační prostředí bílkovin pomocí tří imidazolových ligandů.
V organokovové chemii se Tp*Rh(CO)2 a podobné komplexy využívají při aktivacích vazeb C-H.
Je možné vytvořit trispyrazolylborátová Grignardova činidla, například TpiBuMgCH3.